# Симпсон, Эндрю (дрессировщик)
Эндрю Симпсон (англ. Andrew Simpson; род. 1966 или 1967) — шотландский дрессировщик животных; вместе с партнёршей Салли Джо Соуза владеет Instinct for Film.
Родился в Инвернессе (Северо-Шотландское нагорье). Родители Эндрю работали в металлургической компании Rio Tinto Alcan — они жили в служебном поместье. Когда Симпсону исполнилось 20 лет, он уехал в Австралию и в 1988-м устроился статистом для фильма «Крик в темноте». В это время он также занимался дрессировкой динго в течение трёх недель, а позже и вовсе остался на постоянную работу в должности помощника по дрессировке животных. Позже Симпсон переехал в Ванкувер, где подписал контракт с Creative Animal Talent. Ещё через некоторое время, в 1994 году, перебрался в Калгари, где и находится по сей день. Примерно в это же время основывает собственную компанию по дрессировке «птиц, медведей, леопардов и мелких животных» Instinct for Film — для фильмов и рекламных роликов.
Животные, дрессированные Симпсоном, снимались в более чем 150 фильмах: «Пункте назначения», «Эльфе», «Борате» и многих других. Во время дрессировки волков в Сибири для французского фильма «Волк» Симпсон снимал видео всего происходящего, а после использовал этот материал для создания собственной картины «Волки на свободе», показанной на некоторых кинофестивалях. Также Эндрю обучал волков для фильма «Тотем волка» — самого крупного проекта, в котором он принимал участие.
В 2010-х дрессировал волка для «Игры престолов» (призрак Джона Сноу) и для «Выжившего».

## Внешние ссылки
- Andrew Simpson (англ.) на сайте Internet Movie Database
- Instinct Animals For Film сайт компании Симпсона